# San Juan Bautista (Wenezuela)
San Juan Bautista – miasto w Wenezueli, w stanie Nueva Esparta, siedziba gminy Antonio Díaz.
Według danych szacunkowych na rok 2015 liczy 54 000 mieszkańców.